# Julie Duclos
Pour les articles homonymes, voir Duclos.
Julie Duclos est une metteuse en scène et comédienne française, fondatrice de la compagnie théâtrale L'In-quarto.

## Biographie
Elle se forme au Conservatoire national supérieur d’art dramatique de Paris (promotion 2010) auprès de Dominique Valadié et d’Alain Françon. Elle y crée son premier spectacle en 2009, Fragments d’un discours amoureux, adapté de l'essai de Roland Barthes, qui est ensuite repris à La Loge (Paris) en 2011, puis au Festival MESS à Sarajevo en 2012. 
Avec le même groupe d’acteurs issus du CNSAD, elle crée en 2012 le spectacle Masculin/Féminin, un laboratoire de la création théâtrale entre réel et fiction puis Nos Serments au Théâtre national de La Colline, en collaboration avec Guy-Patrick Sainderichin, très librement inspiré par le film La Maman et la putain de Jean Eustache. Ce spectacle est adapté dans le cadre d’une fiction radiophonique sur France Culture, intitulée A force de rêver tout bas. 
Elle collabore à nouveau avec le théâtre de la Colline pour MayDay, pièce de Dorothée Zumstein, inspirée par le fait divers Mary Bell, jugée coupable du meurtre de 2 jeunes enfants à l’âge de 10 ans.  
Dans le cadre du festival d'Avignon 2019, elle met en scène Pelléas et Mélisande de Maeterlinck à la Fabrica. La modernité de la scénographie et l'utilisation subtile de la vidéo sont notamment saluées par la critique,, ainsi que le jeu des acteurs Alix Riemer, Matthieu Sampeur, Philippe Duclos et Vincent Dissez. 
Julie Duclos est actuellement associée au Théâtre National de Bretagne dirigé par Arthur Nauzyciel et fait partie de l'équipe pédagogique de l'École du TNB.
Comédienne de théâtre et de cinéma, elle joue notamment dans Grâce à Dieu de François Ozon.

## Vie privée
Julie Duclos est la fille de l'acteur Philippe Duclos et de la metteuse en scène Geneviève Schwoebel. 

## Distinctions
- Chevalier de l'ordre des Arts et des Lettres (2025)

## Théâtre
- 2009 : Fragments d'un discours amoureux, d'après Roland Barthes
- 2012 : Masculin/Féminin
- 2015 : Nos serments, de Guy-Patrick Sainderichin et Julie Duclos
- 2016 : MayDay, de Dorothée Zumstein
- 2019 : Pelléas et Mélisande, de Maurice Maeterlinck
- 2024  : Grand-peur et misère du IIIe Reich, de Bertolt Brecht

## Filmographie
- 2018 : Grâce à Dieu de François Ozon : Aline Debord